# Karl Bär (Mediziner)

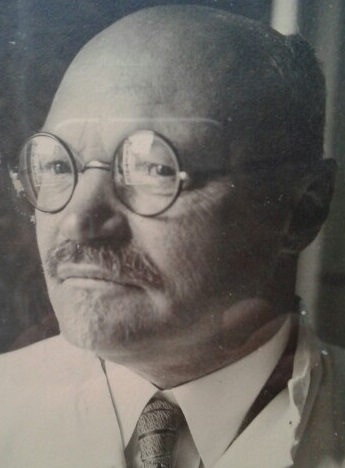
Karl Bär im Arztkittel, Aufnahmedatum unbekannt

Karl (auch Carl) Josef Alois Bär, auch Baer (* 7. Januar 1874 in Bregenz; † 19. August 1952 in Krems an der Donau), war ein österreichischer-italienischer Augenarzt, Autor, Gemeinderat und Vizebürgermeister von Meran.

## Leben

### Herkunft und Familie
Karl Bär war ein Sohn von Jodok Bär (1825–1897) und der aus Prag stammenden Maria Wilhelmine Cronenbold (1847–1907). Er hatte noch zwei Geschwister und entstammte der Familie Beer, die sich später u. a. in Andelsbuch niedergelassen hatte.
Karl Bär war seit 1906 mit Magdalena (Magda) Maria Landtmann (* 9. Oktober 1884 in Franzensfeste, Südtirol; † 1971), der jüngsten Tochter von Franz Landtmann, verheiratet. Er hatte mit ihr drei Söhne und eine Tochter Ilse, welche 1917 im Alter von sechs Jahren starb. Seine Söhne waren u. a. der spätere Chemiker und Mediziner Friedrich Bär (1908–1992) und der spätere Leiter der Bregenzer Festspiele Ernst Bär (1919–1985).
Nach dem Tod Karl Bärs übersiedelte die Witwe von Meran nach Bregenz, wo in der Region ein Großteil der Familie Bär lebte.

### Medizinische Tätigkeiten

#### Militärische Tätigkeit
Karl Bär promovierte 1898 an der Universität Innsbruck als Doktor der Gesammtheilkunde und wurde aufgrund einer Verordnung des Reichskriegsministeriums als Einjährig-Freiwilliger Mediziner zum Assistenzarzt-Stellvertreter ernannt. 1899 wurde er als Reserve-Assistenzarzt-Stellvertreter vom Garnisonsspital Nr. 8 zum Garnisonsspital Nr. 10 nach Innsbruck transferiert und 1900 zum Assistenzarzt in der Reserve ernannt. Um 1902 war er Secundararzt an der dermatologischen Klinik Innsbruck bei Johann Heinrich Rille. Anschließend wurde er Assistent von Stefan Bernheimer an der Innsbrucker Universitäts-Augenklinik.

#### Zivile Tätigkeit
1905 schied er aus dem Militär aus und war gemeinsam mit Bernheimer Mitorganisator der 77. Versammlung der Gesellschaft deutscher Naturforscher und Ärzte in Meran, bei der er seit 1901 Mitglied war. Im gleichen Jahr wurde er Primararzt und hatte kurzzeitig eine Arztpraxis in Meran. Ende 1905 wechselte er als Leiter in die Augenabteilung der neu eröffneten städtischen Heilanstalt.

#### Militärische Tätigkeit im Ersten Weltkrieg
Mit Beginn des Ersten Weltkriegs 1914 wurde er zur Kriegsdienstleistung einberufen und vom Innsbrucker Reservespital an das Reservespital Meran versetzt. 1915 zum Oberarzt befördert, diente er später als kaiserlich und königlicher Landsturm-Regimentsarzt an der italienischen Front u. a. im 11. Landsturmbezirkskommando bei der I. Sanitätsanstalt des Landesverteidigungskommandos Tirols und begann mit dem Veröffentlichen von Erkenntnissen zu Krankheiten, welche er kriegsbedingt behandelte.

#### Weitere medizinische Tätigkeit
Von 1920 bis 1934 war er Direktor der städtischen Heilanstalt in Meran.

### Lokalpolitische Tätigkeit
1908 wurde er in den Gemeinderat der Stadt Meran gewählt und blieb dies nach mehreren Wiederwahlen bis 1922. Von 1914 bis 1922 amtierte er als Vizebürgermeister der Stadt, von 1919 bis 1922 übernahm er dabei stellvertretend die Regierungsgeschäfte von Josef Gemaßmer, der im Juni 1919 von den italienischen Behörden wegen nie richtig aufgeklärter Unterschlagungsvorwürfe verhaftet worden war, ehe er dann im Februar 1922 von Max Markart abgelöst wurde.
Er war ebenfalls im Vorarlberger Unterstützungsverein (ab 1899), im Turnverein Meran u. a. als Vorstand bzw. Obmann (ab 1906), in der Kurverwaltung als gewähltes Mitglied (ab 1912) und dem Meraner Museum-Verein (von 1915 bis 1922) aktiv.
Ab 1924 war er italienischer Staatsbürger.

## Leistungen
1906 stellte er seine Untersuchungen zu einer Nervenerkrankung des Auges vor, welche durch den Missbrauch von Tabak und Alkohol entstanden ist. Er stellte dabei fest, dass die weintrinkende Bevölkerung Südtirols weniger häufig erkrankte als die schnapstrinkende, ärmere Bevölkerung Nordtirols.
Durch die Gebietsneuordnung nach dem Ersten Weltkrieg fiel Südtirol und damit auch Meran an Italien. Hierdurch kam es immer wieder zu Spannungen und Auseinandersetzungen der österreichischen Bevölkerung mit dem italienischen Stadtmagistrat, welche Karl Bär in seiner Funktion als Vizebürgermeister zu schlichten suchte und sich gegen konstruierte Vorwürfe erwehren musste. Über diese Tätigkeit wurde er auch vertretungsbefugt und zeichnungsberechtigt für das Meraner Elektrizitätswerk Etschwerke, ebenso wie für die Städtischen Gaswerke Meran.
Für seine hervorragenden Verdienste an der italienischen Front während des Ersten Weltkriegs wurde er 1916 mit dem Goldenen Verdienstkreuz mit der Krone am Bande des Militärverdienstkreuzes ausgezeichnet. 1917 folgte das Signum Laudis mit Schwertern.
Er war insgesamt 29 Jahre an der städtischen Heilanstalt Meran tätig und maßgeblich für den Auf- und Ausbau der augenärztlichen Klinik verantwortlich. 14 Jahre war er in der Lokalpolitik tätig.
1930 wurde er in die Deutsche Ophthalmologische Gesellschaft aufgenommen.

## Werke (Auswahl)
- Ueber Behandlung der Syphilis mit Asterol, Wiener medizinische Wochenschrift, Band 52, 1902
- Ein Beitrag zur Kasuistik der Zündhütchenverletzungen, Archiv für Augenheilkunde, Band 49, 1903, S. 60–67
- Untersuchungen bei Tabak-Alkohol-Amblyopie, Archiv für Augenheilkunde, Band 54, 1906, S. 391–399
- Mitwirken an: Ellmenreichs Großer Meraner Führer durch den Kurort und seine Umgebung, 18. Auflage, 1911
- Cataracta nach Wespenstich, Klinisches Monatsblatt für Augenheilkunde, Band 51, 1913, S. 314 ff.
- Das heilige Land Tirol. In: Ernst Jäckh: Der grosse Krieg als Erlebnis und Erfahrung, Perthes, 1916
- Akut auftretender Morbus Basedow im Felde, Klinisches Monatsblatt für Augenheilkunde, Band 69, 1917, S. 105 ff.
- Zwei bemerkenswerte Fälle von Augenerkrankungen bei Tuberkulose der Lungen, Klinisches Monatsblatt für Augenheilkunde, Band 61, 1918, S. 402 ff.
- Zur Kupfertrübung der Linse, Klinisches Monatsblatt für Augenheilkunde, Band 70, 1923, S. 174 ff.
- Ein bemerkenswerter Fall von Feuermal und Glaukom, Zeitschrift für Augenheilkunde, Band 57, 1925, S. 628 ff.
- Notizen über die Ausbreitung des Hornhautastigmatismus, Klinisches Monatsblatt für Augenheilkunde, Band 74, 1925, S. 374 ff.